# BD File System
BD File System (BDFS)とは、Blu-ray Disc Association (BDA)が1999年7月に開発したファイルシステムである。

## 概説
書き換え型Blu-ray Discのうち、BD-REのVer.1.0 (カートリッジに入っているもの) でのみ使用されている。
ベアディスクの採用された、BD-RやBD-ROM、Ver.1.0以外のBD-REではBDFSは使われておらず、UDFが使われている。